# إنديسيت
شركة إنديسيت أو إنديست أو إندست (/ˈɪndɪsɪt/; النطق الإيطالي: ‎[ˈindezit]‏) شركة إيطالية مقرها في فابريانو، مقاطعة أنكونا، إيطاليا. تعتبر من أبرز الشركات الأوروبية في مجال تصنيع وتوزيع الأجهزة المنزلية مثل الغسالات، المجففات، غسالات الصحون، الثلاجات، المجمدات، البوتجازات، الشفاطات، الأفران والمواقد. تدعي الشركة أنها تسيطر على أغلبية سوق الأجهزة المنزلية في العديد من الدول مثل إيطاليا، المملكة المتحدة وروسيا.
تأسست الشركة في عام 1975، وتم إدراجها في بورصة ميلانو في عام 1987.
تجاوزت مبيعات شركة إنديسيت حاجز 2.7 مليار يورو في عام 2013. كما تمتلك ثمان مناطق صناعية في دول مختلفة مثل إيطاليا، بولندا، المملكة المتحدة، روسيا وتركيا بإجمالي موظفين يتجاوز 16,000 موظف.

## التاريخ
في عام 1975، أسس فيتوري ميرلوني شركة إندسيت كشركة منافسة لشركة ميرلوني للصناعة، تحت اسم ميرلوني إلتروميستك. في عام 1987 اشترت ميرلوني إلتروميستك شركة إندسيت. مع حلول عام 2005 تم تغيير اسم الشركة من ميرلوني إلتروميستك إلى اسمها الحالي شركة إندسيت.
في ثمانينيات القرن الماضي، بالتزامن مع الإتجاه السائد في إيطاليا آنذاك، بيع الشركات المحلية إلى مسثتمرين من دول أجنبية نظرا للظروف الإقتصادية، ظهر نجم مجموعة ميرلوني لتصبح أكبر الشركات المحلية في سوق الأجهزة المنزلية. لم تكن أمور الشركة على ما يرام في الفترة ما بين عام 1981 إلى عام 1984 حيث مرت الشركة بأزمة مالية لم تنتهي إلا بإنهاء فيتوريو ميرلوني إدارته لشركة كونفنداستري وعودته إلى مجلس إدارة شركة إندسيت. منذ ذلك الحين، ارتفعت مبيعات وأرباح الشركة ارتفاعا ملحوظا كان كافيا لجعل عائلة ميرلوني تدرج الشركة في البورصة الإيطالية في عام 1986.
في عام 1987، استحوذت شركة ميرلوني، المدرجة بالفعل في بورصة إيطاليا، على شركة إندسيت (تأسست في تورينو من قبل أرماندو كامبيوني، أديلشي كانديرلو وفيليبو جاتا في عام 1953)، أكبر منافس لها في سوق الأجهزة المنزلية داخل السوق الإيطالي والأسواق المجاورة. كما اشترت 33% من أسهم شركة فيلكو الإيطالية.
في عام 1988، بلغ حجم مبيعات ميرلوني، تحت علامتي أريستون وإندسيت 1.059 مليار دولار، لتصبح بذلك رابع أكبر مصنع أوروبي للأجهزة المنزلية. في العام التالي، أعلنت ميرلوني استحواذها على شركة سوتلش الفرنسية.
في عام 1990، اشترت مجموعة ميرلوني 7% من أسهم شركة ماركيجليجا، المورد الرئيسي لها للأنابيب الفولاذية. بلغ عدد موظفي الشركة في ذلك العام ما يقرب من 6,000 موظف في مؤسساتها المختلفة في فرنسا، البرتغال وروسيا.
في عام 1994، أعلنت ميرلوني استحواذها على شركة تيرن أوفر مقابل 1,920 مليار ليرة بحصة سوقية وصلت إلى 10% من السوق الأوروبي. كما استحوذت في العام التالي، عام 1995، على ثلثي أسهم شركة ستار، شركة إيطالية تابعة لشركة كونجليانو فينتو رائدة في مجال تصنيع أغطية المطبخ. اشترت الثلثين الباقيين في عام 2002 وأعلنت دمجها التام معها في عام 2003.
في عام 1999، استحوذت ميرلوني على شركة بانيني، شركة مصنع للملصقات. أما في عام 2000، أعلنت استحواذها على شركة فيلكو وستنول، أول منتج روسي للأجهزة المنزلية.
دخلت ميرلوني سوق الأجهزة الإلكترونية الاستهلاكية عن طريق شركة فابريانو التي اشترتها عام 2002.
في عام 2005، أغلقت مجموعة إندسينت منطقتها الصناعية في تيونفيل، فرنسا.
في فبراير 2005، تم تغيير اسم المجموعة من ميرلوني إلى مجموعة إندسينت، أشهر علامة تجارية للمجموعة خارج إيطاليا.
في بداية عام 2007، أعلنت إندسينت دمجها لعلامتي هوت بوينت مع اريستون في علامة تجارية جديدة أسمتها هوت بوينت- أريستون.
في 31 يوليو 2009، أغلقت المجموعة مصنعها في حديقة كنميل، ويلز، المملكة المتحدة. فقد 305 عامل وظيفته نتيجة ذلك القرار، الأمر الذي بررته الشركة إلى التراجع المستمر في الطلب على المنتجات في الأسواق.
في عام 2010، خلف أندريا ميرلوني والده فيتوريو في منصب رئيس الشركة.
في 9 يونيو 2010، أعلنت الشركة عن استثمار 120 مليون دولار على مدى 3 سنوات بداية من عام 2010 وحتى عام 2012 لتعزيز وجودها في السوق الإيطالي، خصوصا بعد إغلاق مصنعي بريمبت في بيرجامو وريفرونتولو في ترفيزو.
في مايو 2011، وقعت الشركة اتفاقيه رعاية مع نادي أرسنال لكرة القدم بلندن.
في أكتوبر 2012، وقعت اتفاقية توريد نع شركة وترلوج لأجهزة تنقية المياه المتقدمة لمدة ثلاث سنوات، حتى عام 2015. في نفس العام، أعلنت الشركة عن دخولها سوق الأجهزة المنزلية الصغيرة.
في عام 2013، بالاعتماد على نتائج وأرقام عام 2012، حصلت الشركة على تقييم A+ في تقرير الاستدامة.
في مايو 2013، تم تعيين ماركو ميلاني رئيسًا للمجموعة مع حفاظه في نفس الوقت على منصب الرئيس التنفيذي.
في عام 2014، وافقت مجموعة ويرل بوول على دفع 758 مليون يورو لشراء 60 % من أسهم إندسينت، بعد نجاحها البارز في أسواق إيطاليا، المملكة المتحدة وروسيا ونيتها في دخول سوق الولايات المتحدة.

## الأرقام
في عام 2012، سجلت إنديست مبيعات بقيمة 2.9 مليار يورو. تمتلك الشركة ثماني مناطق صناعية، ثلاثة منهم في إيطاليا (فابريانو وكومونانزا وكاسيرتا)، خمسة خارج إيطاليا (اثنان في بولندا، واحد في المملكة المتحدة، واحد في روسيا وواحد في تركيا).
بلغ عدد الموظفين والعمال داخل المجموعة ما يقرب من 16,000 موظف.

## العلامات التجارية
- إنديست
- هوت بوينت- أريستون
- شولتيس
- ستينول
- تيرموجا
- أريستون، قبل أن يتم دمجها مع هوت بوينت.

## وصلات خارجية
- موقع شركة إنديست الرسمي
- موقع إنديست
- إنديست أستراليا (باللغة الإنجليزية)
- موقع علامة هوت بوينت- اريستون
- موقع الرسمي لعلامة شولتيس
- الشركة على بورصة ايطاليانا
- الشركة على جوجل فاينانس

يوتيوب
- نبذة عن شركة إنديسيت.
- من أين جئنا؟- هويرلبول.